# Station La Garenne-Colombes
Station La Garenne-Colombes is een spoorwegstation aan de spoorlijnen Paris-Saint-Lazare - Saint-Germain-en-Laye en Paris-Saint-Lazare - Le Havre. Het ligt in de Franse gemeente La Garenne-Colombes in het departement Hauts-de-Seine (Île-de-France).

## Geschiedenis
Het station werd op 26 augustus 1837 geopend aan de Spoorlijn Paris-Saint-Lazare - Saint-Germain-en-Laye, en in 1843 aan de Spoorlijn Paris-Saint-Lazare - Le Havre.

## Ligging
Het station ligt op kilometerpunt 8,145 van de spoorlijn Paris-Saint-Lazare - Le Havre en kilometerpunt 8,394 van de spoorlijn Paris-Saint-Lazare - Saint-Germain-en-Laye.

## Diensten
Het station wordt aangedaan door treinen van Transilien lijn L tussen Paris Saint-Lazare en Nanterre - Université/Maisons-Laffitte.

## Vorig en volgend station
| Richting                                  | Vorig station       | Lijn    | Volgend station | Richting           |
| ----------------------------------------- | ------------------- | ------- | --------------- | ------------------ |
| Nanterre-Université (of Maisons-Laffitte) | Nanterre-Université | Trans L | Les Vallées     | Paris Saint-Lazare |